# Arroyo Yerbalito (Treinta y Tres)
El arroyo Yerbalito es un pequeño curso de agua uruguayo ubicado en el departamento de Treinta y Tres perteneciente a la cuenca hidrográfica de la laguna Merín.
Nace en la cuchilla de Dionisio, desemboca en el arroyo Yerbal Grande tras recorrer alrededor de 17 km.